# خنشاريات
خنشاريات أو سراخس خشبية (الاسم العلمي: Dryopteridaceae)، فصيلة نباتات جذمورية من رتبة السرخسيات. تضم حوالي 1700 نوعًا ولها توزيع عالمي.